# 浮繪
浮繪（日语：浮絵），為採用明顯西方透視法的浮世繪作品，是浮世繪的繪畫類別之一。浮繪的創始者為浮世繪初期畫家奧村政信。

## 主題
早期浮繪多以室內空間為主題，此期浮繪尚未純熟地使用透視技法，常藉由室內空間的梁柱強調透視法中的「原線」與「變線」，以加強透視的感覺。歌川派始祖歌川豐春(歌川豊春）將西洋透視法應用得更為純熟，並將浮繪用於室外風景描摹，拓展了浮繪的主題。

## 觀賞方式
初期浮繪作品應直接以肉眼欣賞，待歌川豐春與北尾政美等人創作浮繪時，才導入以窺視機關觀看浮繪的新感官體驗。

## 起源
「浮繪」的起源仍未有定論，目前推測可能受到「蘭學」或「洋風蘇州版畫」的影響。

### 蘭學的影響
1720年，德川吉宗放寬鎖國禁令，開放基督宗教以外的西洋書籍進入日本；元文與寬保時期，青木昆陽和野呂元丈等人與荷蘭人對談交流。此外，享保時代起，荷蘭的繪畫越發受到日本人的歡迎，故有一說為此時期的奧村政信透過西方傳入的書畫習得透視技法，進而創作出浮繪。

### 洋風蘇州版畫的影響
更多學者認為，浮繪的出現應是受到十八世紀左右傳入的西洋風「蘇州版畫」影響，當時這些採用顯著線透視法的版畫，經由長崎傳入江戶，對江戶的浮世繪畫家造成衝擊。
蘇州版畫又稱「姑蘇版」，是蘇州一帶創作的木版畫。而導入透視法的的蘇州版畫，約莫出現於雍正乾隆年間。現存的史料支持這些蘇州版畫經由貿易傳入日本的可能性。中國自施琅攻克台灣後，對外貿易日益開放。1684年，康熙皇帝廢止順治皇帝遷界令，並發布展海令。1685年，台灣蔗糖赴日銷售，中日兩國正式展開貿易。相對於中國的日趨開放，日本對外貿易則日益限縮。德川幕府在1633年下達第一次鎖國令；自1641年起，僅中國與荷蘭兩個國家可以進行貿易；1685年下達「貞享令」限縮中日兩國交易金額；1689年設置唐館；1715年下達「正德新令」限制唐船。儘管如此，當時南京船與寧波船依然占據主要的通船限額。江南一帶對日貿易一直是中日貿易的主流，也增加蘇州版畫藉由江南與長崎密切的貿易往來而傳入日本的可能。
此外，「版畫」的確是中日貿易的品項之一，中日分別留有相關史料佐證。根據永積洋子所編《唐船輸入品數量一覽1637～1833》，1681年至1816年有版畫運往日本的紀錄。1754年9月27日更明確記載二十六番南京船運版畫往日本。李衛在雍正六年（1728年）十一月三日和同年十二月十一日的奏摺中，紀錄蘇州商人李昌謀將蘇州版畫〈慶祝萬壽圖〉、〈西湖春夏秋冬四季〉、〈城隍山迎會景象之圖〉等帶往日本。而李昌謀在正德享保年間亦有多次至日本貿易的紀錄。
永積洋子紀錄中的版畫，多半為將軍和奉行們的預訂。然而，不只是將軍和奉行們，平民階層也有可能接觸到蘇州版畫。江戶的蘭學家森島中良的剪貼簿《惜字帖》中，就收藏了五件尺幅偏小的蘇州桃花塢版畫，有可能是蘇州版畫商舖的廣告。。

#### 直接證據
奧村政信的〈唐人館之圖〉（現收藏於廣島海の見える杜美術館）與蘇州版畫〈蓮池亭遊戲圖〉在室內空間的構圖多有雷同之處。奧村政信可能在反芻蘇州版畫的西方視角後，保留相同的構圖技法，並帶入日本主題，創造出浮繪。

## 浮繪畫家與作品列表

### 奧村政信
- 〈芝居狂言浮繪根元〉
- 〈芝居狂言舞台顏見世大浮繪〉
- 〈見兩國橋夕涼〉
- 〈新吉原大門口仲之町〉
- 〈浮繪三夕三服對〉
- 〈駿河町越後屋吳服店大浮繪〉

### 西村重長
- 〈新吉原月見之座舖〉

### 羽川藤永
- 〈朝鮮通信史來朝圖〉

### 歌川豐春
- 〈浮繪芝居小屋之圖〉
- 〈浮繪駿河町吳服屋圖〉
- 〈阿蘭陀雪見圖〉
- 〈浮繪阿曼尼亞珍藥物集之圖〉
- 〈浮繪紅毛FURANNKAINO湊萬里鐘響圖〉
- 〈阿蘭陀FURANNSUKANO伽藍之圖〉

### 北尾政美
- 〈東都兩國橋夕涼圖〉

### 葛飾北齋
- 〈江都兩國橋夕涼花火之圖〉
- 〈東都歌舞伎大芝居之圖〉
- 〈風流浮繪勝天之圖〉
- 〈東叡山中堂之圖〉
- 〈金龍山二王門之圖〉
- 〈新版浮繪浦島龍宮入之圖〉